# Objeto cero (álgebra)

Morfismos desde y hacia el objeto cero

En álgebra, el objeto cero de una estructura algebraica dada es, en el sentido explicado a continuación, el objeto más simple de dicha estructura. Se trata de un conjunto unitario, y como magma tiene una estructura de grupo trivial, que también es abeliano. La estructura de grupo abeliana antes mencionada generalmente se identifica con la adición, y el único elemento se llama cero, por lo que el objeto en sí se denota típicamente como {0}. Es habitual referirse al "objeto trivial" (de una categoría especificada) ya que cada objeto trivial es isomórfico a cualquier otro (bajo un isomorfismo único).

## Casos
Las instancias del objeto cero incluyen, entre otras, las siguientes:
- Como grupo, el grupo cero o grupo trivial.
- Como anillo, el anillo cero o anillo trivial.[2]
- Como álgebra sobre un cuerpo o sobre un anillo, el álgebra trivial.
- Como módulo (sobre un anillo R), el módulo cero. El término módulo trivial también se utiliza, aunque puede resultar ambiguo, ya que un módulo G trivial es un G-módulo con una acción trivial.
- Como un espacio vectorial (sobre un cuerpo R), el espacio vectorial cero, espacio vectorial de dimensión cero o simplemente espacio cero.[3]

Estos objetos se describen de forma conjunta no solo en función de la estructura común del grupo único y trivial, sino también de las propiedades teóricas de las categorías compartidas.
En los últimos tres casos, la multiplicación escalar por un elemento del anillo base (o cuerpo) se define como:
κ0 = 0 , donde κ ∈ R.
El más general de ellos, el módulo cero, es un módulo de generación finita con un conjunto generador vacío.
Para estructuras que requieren la estructura de multiplicación dentro del objeto cero, como el anillo trivial, solo hay un producto posible, 0 × 0 = 0, porque no hay elementos distintos de cero. Esta estructura es associativa y conmutativa. Un anillo R que tiene una identidad tanto aditiva como multiplicativa es trivial si y solo si 1 = 0, ya que esta igualdad implica que para todo r dentro de R,
{\displaystyle r=r\times 1=r\times 0=0.}
En este caso es posible definir la división por cero, ya que el elemento individual es su propio inverso multiplicativo. Algunas propiedades de {0} dependen de la definición exacta de la identidad multiplicativa (consúltese Estructuras unitarias a continuación).
Cualquier álgebra trivial es también un anillo trivial. Un álgebra sobre un cuerpo trivial es simultáneamente un espacio vectorial cero considerado más adelante. Sobre un anillo conmutativo, un álgebra trivial es simultáneamente un módulo cero.
El anillo trivial es un ejemplo de anillo de cuadrado cero. Un álgebra trivial es un ejemplo de álgebra cero.
El espacio vectorial de dimensión cero es un ejemplo especialmente ubicuo de un objeto cero, un espacio vectorial sobre un cuerpo con una base vacía. Por lo tanto, tiene dimensión cero. También es un grupo trivial con respecto a la adición y un módulo trivial.

## Propiedades
El anillo trivial, el módulo cero y el espacio vectorial cero son objetos cero de las correspondientes categorías, es decir, Rng, R-Mod y VectR.
El objeto cero, por definición, debe ser un objeto terminal, lo que significa que un morfismo A → {0} debe existir y ser único para un objeto arbitrario A. Este morfismo asigna cualquier elemento de A a 0.
El objeto cero, también por definición, debe ser un objeto inicial, lo que significa que debe existir un morfismo {0} → A y ser único para un objeto arbitrario A. Este morfismo se aplica a 0, el único elemento de {0}, con el elemento cero 0 ∈ A, llamado vector cero en espacios vectoriales. Este aplicación es un monomorfismo y, por lo tanto, su imagen es isomórfica a {0}. Para módulos y espacios vectoriales, este subconjunto {0} ⊂ A es el único módulo generado vacío (o subespacio vectorial de dimensión 0) en cada módulo (o espacio vectorial) A.

### Estructuras unitarias
El objeto {0} es un objeto final de cualquier estructura algebraica donde exista, como se describió en los ejemplos anteriores. Pero su existencia y, si existe, la propiedad de ser un objeto inicial (y por lo tanto, un "objeto cero" en el sentido de la teoría de categorías) dependen de la definición exacta del elemento neutro 1 en una estructura específica.
Si la definición de 1 requiere que 1 ≠ 0, el objeto {0} no puede existir porque puede contener solo un elemento. En particular, el anillo cero no es un cuerpo. Si los matemáticos a veces hablan de un cuerpo con un elemento, este objeto matemático abstracto y algo misterioso no es un cuerpo.
En categorías donde la identidad multiplicativa debe ser preservada por morfismos, pero puede ser igual a cero, el objeto {0} puede existir. Pero no como objeto inicial, porque los morfismos que preservan la identidad de {0} a cualquier objeto donde 1 ≠ 0 no existan. Por ejemplo, en categoría de anillos,  el anillo de los números enteros Z es el objeto inicial, no {0}.
Si una estructura algebraica requiere la identidad multiplicativa, pero ni su preservación por morfismos ni 1 ≠ 0, entonces existen cero morfismos y la situación no es diferente de las estructuras no unitarias consideradas en la sección anterior.

## Notación
Los espacios vectoriales cero y los módulos cero generalmente se indican mediante 0 (en lugar de {0}). Este es siempre el caso cuando se dan en una sucesión exacta.